# Championnat de France féminin de football gaélique 2019
 (juillet 2019).
Si vous disposez d'ouvrages ou d'articles de référence ou si vous connaissez des sites web de qualité traitant du thème abordé ici, merci de compléter l'article en donnant les références utiles à sa vérifiabilité et en les liant à la section « Notes et références ».
Navigation
Édition précédente Édition suivante

La saison 2019  est la quatorzième édition du championnat de France de football gaélique.

## Description
Le championnat de football gaélique est d'abord scindé en deux compétitions distinctes, le championnat de Bretagne d'un côté et le championnat fédéral (reste de la France) de l'autre.
- Le championnat fédéral regroupant les clubs français situés hors de Bretagne. Deux tournois sont organisés où toutes les équipes présentes s'affrontent. Les clubs marquent des points selon leur classement final à chaque tournoi. L’équipe qui a marqué le plus de points sur l'ensemble des tournois est sacrée championne fédérale.
- Le championnat de Bretagne ou Brittany League qui comprend les clubs bretons. Quatre journées sont organisées où toutes les équipes présentes s'affrontent. L'équipe qui a marqué le plus de points est sacrée championne de Bretagne.

Le championnat de France féminin se joue sous la forme de trois tournois où toutes les équipes sont conviées. Les clubs marquent des points selon leur classement final à chaque tournoi. L’équipe qui a marqué le plus de points sur l'ensemble des tournois est sacrée championne de France.

## Championnat fédéral

### Clubs participants
| \| Paris Bordeaux Clermont Niort Angers \| Localisation des clubs engagés dans le championnat fédéral. |
| Paris Bordeaux Clermont Niort Angers                                                                   |

- Bordeaux
- Clermont-Ferrand
- Paris
- Entente Niort-Angers (Drag'AngeZ)

### Classement final
L'équipe de Paris A est sacrée championne fédérale 2019.
| Rang | Équipe           | Pts | J | G | N | P | Bp | Bc | Diff |
| ---- | ---------------- | --- | - | - | - | - | -- | -- | ---- |
| 1    | Paris A          | 38  | 7 | 6 | 0 | 1 | X  |    |      |
| 2    | Niort-Angers     | 38  | 7 | 6 | 0 | 1 | X  |    |      |
| 3    | Bordeaux         | 30  | 7 | 3 | 0 | 4 | X  |    |      |
| 4    | Clermont-Ferrand | 24  | 7 | 1 | 0 | 6 | X  |    |      |
| 5    | Paris B          | 10  | 4 | 0 | 0 | 4 | X  |    |      |

| Légende : Qualifications | Légende : Qualifications |
| ------------------------ | ------------------------ |
|                          | Champion fédéral         |

## Championnat de Bretagne
Clubs participants
- Entente Brest-Lorient
- Nantes
- Rennes
- Vannes

Classement final
L'équipe de Rennes est sacrée championne de Bretagne 2019.

## Championnat de France

### Clubs participants
- Entente Brest-Lorient-Vannes
- Bordeaux
- Clermont-Ferrand
- Lyon
- Nantes
- Paris
- Entente Niort-Angers (Drag'AngeZ)
- Rennes

### Classement final
L'équipe de Rennes est sacrée championne de France 2019,.
| Rang | Équipe               | Pts | J | G | N | P | Bp | Bc | Diff |
| ---- | -------------------- | --- | - | - | - | - | -- | -- | ---- |
| 1    | Rennes               | 75  | X | X | X | X | X  |    |      |
| 2    | Paris                | 56  | X | X | X | X | X  |    |      |
| 3    | Bordeaux             | 44  | X | X | X | X | X  |    |      |
| 4    | Lyon                 | 31  | X | X | X | X | X  |    |      |
| 4    | Niort-Angers         | 31  | X | X | X | X | X  |    |      |
| 6    | Clermont-Ferrand     | 24  | X | X | X | X | X  |    |      |
| 7    | Nantes               | 13  | X | X | X | X | X  |    |      |
| 8    | Brest-Lorient-Vannes | 10  | X | X | X | X | X  |    |      |

| Légende | Légende            |
| ------- | ------------------ |
|         | Champion de France |